# Allium urmiense
Allium urmiense — вид рослин з родини амарилісових (Amaryllidaceae); ендемік Ірану.

## Поширення
Ендемік північно-західного Ірану. Відомий лише з провінції Західний Азербайджан. З супутникових знімків природна рослинність у зоні збору виглядає рідко трав'янистою з випадковими чагарниками. Входить у східноанатолійський гірський степовий екорегіон. Відоме місце зростання не лежить у межах охоронної території.